# Foeke Buitenrust Hettema

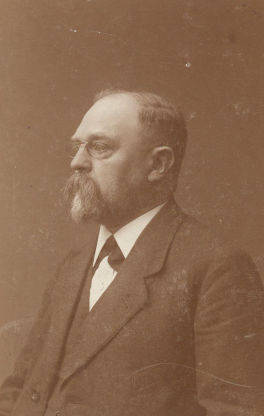
Foeke Buitenrust Hettema

Foeke Buitenrust Hettema (Harlingen, 6 juni 1862 - Zwolle, 5 oktober 1922), was een taalgeleerde en leraar.
Buitenrust Hettema ging in 1877 naar het gymnasium in Utrecht en werd in 1880 toegelaten tot de universiteit in die stad. In 1885 werd hij leraar Nederlands en Aardrijkskunde aan het gymnasium in Zwolle. Hij ijverde daar voor beter, moderner onderwijs. In die jaren begint hij te publiceren, ook in het Fries.
Hij werd redacteur van Taal en letteren (1891-1907)
In 1897 werd Buitenrust Hettema privaatdocent Friese taal- en letterkunde aan de Rijksuniversiteit Utrecht. Van 1917 tot 1918 was hij hoogleraar in Gent.
Naarmate Buitenrust Hettema ouder werd, kreeg hij steeds belangstelling voor de Friese taal en geschiedenis. Daardoor raakte hij vervreemd van de Nederlandse wetenschappers. Slechts een enkele vriend was er bij toen hij in Midlum ter aarde werd besteld.
Buitenrust Hettema is vooral bekend vanwege zijn Bloemlezing uit Oud-, Middel- en Nieuwfriesche geschriften (1887-1990) en zijn Friesche plaatsnamen (1899).

## Digitaal beschikbare werken
- 1887 Bloemlezing uit Middelfriesche geschriften[2][3]
- 1888 Bloemlezing uit Nieuwfriesche geschriften[4][5]
- 1888 Bijdragen tot het Oudfriesch Woordenboek (diss. Utert)[6][7][8]
- 1890 Bloemlezing uit Oudfriesche geschriften[9][10]
- 1890 Der alte Druck der Westerlauwerschen Rechte[11]
- 1904 Waarom volkstaal, waarom 't Fries bestudeerd?[12]
- 1907 Bijbellektuur in 't Fries[13]